# 中国哲学
中國哲學是指起源和發展于華夏歷史、社會和文化背景的哲學傳統，包含形而上學、本體論、認識論、倫理學和社會哲學等多個分支，傳統主要學派有儒家、佛教和道家，近現代還包含西方哲學在中國的發展。中國哲學具有鮮明而悠久的理性和思辨傳統，一些宗教也求助於宗教體驗和神秘學。中國哲學作爲哲學的一種，既反映了對人類普遍問題的思考，也有對中國獨特社會現實的回應。
雖然中國哲學在很大程度上始於春秋時期，但其部分元素已经存在了几千年。例如陰陽的概念最早出現于殷周之际成書的《易经》，至少可以追溯到公元前672年。春秋时期和战国时代是第一個中國哲學新思潮誕生和快速發展的時期，通常称为“诸子百家”。儒家、道家、墨家、法家、名家和陰陽家均在這期間出現。在漢武帝時期，儒家被確立爲官方意識形態，此政策深刻影響了中國以後的政治和思想。佛教從東漢開始傳入中國，在魏晉南北朝大面積傳播，其影響力在隋唐達到頂峰，並進一步以中國為中心傳播至東亞和東南亞各國。同時，道家也進一步發展為魏晉玄學。宋明理學反對佛教和道教，以復興儒家爲目標。朱熹是程朱學派的集大成者，開創了龐大的哲學體系。他的思想在元明清三代是官方意識形態和科擧考試的標準。在近代，中國思想家受到西方哲學的影響，誕生了三民主義、馬克思主義和新儒家等新的哲學產物，產生了廣汎社會影響。
中國哲學在整個東亞地區產生了巨大影響。佛教和宋明理學傳播至日本、韓國和越南等地，極大影響了當地文化和政治發展。在17和18世紀，儒家吸引了包括伏爾泰和萊布尼兹在内的啓蒙運動思想家的興趣。雖然他們高度理想化了中國政治，但是這客觀上推動了關於理性、道德和世俗化的討論。在當代，中國哲學正受到越來越多的關注。

## 春秋戰國
春秋戰國時期伴隨著生產力和社會環境的劇烈變化，思想界迅速發展。從春秋中期開始，各地陸續出現大量哲學家，開宗立派，後世將他們統稱爲諸子百家。當中影響力較大的有儒家、道家、墨家和法家等。這一時期各派主要研究問題是社會治理，也兼有自然哲學和形而上學。

### 儒家
儒家由孔子于公元前5世紀創立，脫胎自周朝文化，重點研究人如何提高道德。孔子熟悉周禮，不滿于當時禮崩樂坏的社會現實，希望從内部對周禮進行改革。孔子淡化了周禮的宗教色彩，轉而强調其規範人文明修養和言行活動的作用，以人文精神和理性精神超越了巫術傳統。孔子的核心思想是「仁」，其含義衆多，大體上可以概括爲君子的理想人格，後世的儒家學者對其有更詳細的論述。孔子是歷史上偉大的教育家，門人衆多，主張「有教無類」的平等原則，對教育發展奠定了基本理念。
孟子是戰國時期儒家最重要的學者之一，地位僅次於孔子。孟子最重要的哲學貢獻是提出「性善論」。他以「孺子入井」的思想實驗論證惻隱之心（同情心）是普遍的，相似的還有羞惡之心、辭讓之心和是非之心。孟子將它們統稱為「四心」並指出這是「仁」的出發點。孟子將惡定義為善的匱乏，提出人應該努力發揚「四心」成爲君子，統治者可以通過它抵達仁政。
荀子是戰國時期儒家另一名代表人物。荀子進一步發揮理性精神，反對孔子和孟子對天的神秘化，提出天是人類可以認識和利用的自然規律。荀子將學習看作積纍的過程，目的是「解蔽」和修身。荀子主張「性惡論」，針對孟子的思想實驗，他提出兄弟爭奪財產的反例。荀子主張「化性起僞」，强調道德是後天習得的，為禮樂教化提供依據。

### 道家
道家思想是中國最重要也是最具影響力的哲學思想之一。道家，是道德家的簡稱。道家起源有一說是有出於史官。道家還有隱士一類的達觀厭世者，他們驅使人們以「達觀」來解決人生問題。道家的理論奠定於《老子》（又名《道德經》），與《莊子》（又名《南华经》）為主要思想典籍。
道家崇尚自然相處之道，以天為道並順天而行事，就可消災解禍。認人類社會中的難題之所以無法解決，皆是因為干預行為過多，故提倡行為上要以無所作為就可以達到無為養息。道家也嚮往著反璞歸真的樸實社會，認為人類對事物不妄加任何人為的作用，回歸原來樸素、無知、無慮的境界，人類的紛爭和煩惱即可真正的解脫。老子在總體上傾向治國方面，在人生觀上，老子主張「清虛自守，卑弱自持。」政治上提出「無為而治」，以無為而無不為。道家由人生觀和社會觀擴展至宇宙論，提出「道」、「氣」、「自然」等哲學概念。道家之一切理論無不是圍繞道而展開的。道既是生物之源，亦是生成萬物之根本，亦是天地萬物之本性，亦是人安身立命之根據，亦為治國安邦之根本方略。道家強調「游心」，並推崇自由，道家強調「虛心」，並推崇自然。主張要聯繫性、心、情三者又有所區別。性是指人之先天之本性，突出者為人之先天性之因素；心是指人之內在精神，突出者為人之為人之主體性因素；情是指人之主觀情感，突出者為我之為我之情緒感受。有性、有心、有情，故而之為人。道家所追求的人生，即是自然、自在而自由的人生。道家對人之命運，持一種自然的無可奈何的態度。以這樣一種態度來對待一切，來保守心靈之寧靜、淡泊與自由。道家對於生死，持一種純自然的態度。與（今之所谓）道教（传统中国并不区分“道家”与“道教”）之追求长生不老有所不同，道家並不追求長生，道家只追求自由而自在地活著。道家修養論之主旨是致虛守靜。老子首倡致虛守靜，莊子則將致虛守靜具體化為「心齋」與「坐忘」，並進而將致虛守靜提升為本體論的高度，而標舉「齊物」。
道家奉「道德經」為中心理念,但道德經中有些東西與「易經」的道理有所相連,所以不排除此項哲學發源於「易經」。
道家哲學是從天道運行的原理為基礎，展開以自然為義理的“道”的哲學。天道運行有其自然而然的原理在，道的哲學即在解明此一原理性內涵，而得以提出認識一個世界運行秩序之無定限、無執著，道家哲學發展的社會哲學，認為社會的存在是個客體，人們是在其中生存的主體，所以應該要有其獨立自存的自由性，而不受任何意識型態的束縛。基本上道家哲學並不否定儒家的社會理想，但對於社會責任的態度並不預設立場，並更加尊重人類自主性的態度與存在定位。道家相當重視人性的自由與解放。解放就是一方面是人的知識能力的解放，另方面是人的生活心境的解放，並以修身達觀的生活功夫來處理世界事務。道家的社會哲學不是進取的，積極的，因為社會只是天道的過程，而不是目的本身。道家認為儒家的社會理想是合理的，但不是絕對的，因此基本上並不需要提出一套決定性的社會理想，因為天道變化，本身無所謂絕對的是非善惡之性能，因而道家強調得更多的，是在社會中生存的智慧原理，而且這種智慧必須是能應在任何歷史情境的社會之中都行之有效的生存之道。
韓非子提倡的「學本黃老」，將「理」與「道」連結再一起，認為「道」是成為萬物運行法則。吸取儒家仁義思想，與法家治理之數，產生道法共冶一爐，成為漢朝早期的黃老之治。道家思想的核心是「道」，認為「道」是宇宙的本源，也是統治宇宙中一切運動的法則。也就因為道家的社會哲學不以自己發展規格為主，而強調應對的智慧，因此利於人們修養生息的需求，故而讓漢初的黃老之治有了實驗的理論基礎。同時也安定中國士大夫失意於儒家本位的官場文化仍有發揮的舞台。
道家則自老莊玄虛之說，後來成為兩晉大夫競尚清談，南朝宋文帝下旨令何彥德創立「玄學」。另外變化為方士神仙之術，自漢朝張道陵以符水禁咒之法成為「道教」之始。

### 墨家
墨家是諸子百家中主要派別之一，創立人為墨翟，產生於戰國時期。墨家主張兼愛、非攻、尚賢、尚同。
墨家邏輯是中國古代第一個邏輯學體系，全球三大古典邏輯體系之一，主要以三物論為代表，三物分別為故、理、類。《墨辯》是墨家邏輯的主要著作。

### 法家
商鞅

### 纵横家
公孙衍、张仪

## 帝国早期（汉唐）

### 佛教哲学
佛教對於中國習俗風尚與其他宗教也產生了巨大的影響。佛教從印度傳入中國以後，中國人才有三世（過去世、現在世、未來世）、六道、輪迴，以及善惡果報等觀念，才知道生有所從來，死知有所往。具體表現在相信有三世。佛家認為，世間的萬事萬物都是因緣和合而生；眾生有生老病死，天有陰晴圓缺，花開花落，生滅相成。佛教有六道輪迴之說，雖然現世作惡而得福得壽，但其業果若不報於現世而將報於來世。因信三世六道，故信善惡定有果報，或報之自身體，或報之子孫，或報之來世。同時還引進了悔罪植福、延壽薦亡、修德禳災、設供祈願等觀念。
佛陀之學即為佛學，佛學以因果輪迴為理論，以五戒十善法為規律，藉以出世解脫為佛家一主要思想﹐以萬事無常轉變以及生死痛苦為理論。以無我、緣生、苦空為方法﹐以證得無上正等正覺並達致涅槃為目的。為達此目的強調需要出世與解脫，出世就是指必須厭惡世間欲望，不斷自我修練，解脫是在脫離生存所帶來的痛苦為目的。在大乘佛教根本精神更進一步強調要捨己救世。
根据佛教，佛陀一生所教的内容主要就是知苦与灭苦。「四聖諦」學說是佛教教義的核心，就是苦締、集諦、滅諦、道諦。「苦諦」是佛教認為一切六道眾生都免不了生、老、病、死、求不得、愛別離、五陰熾盛八苦所煎熬。這些苦難不會因為我們的死亡而結束，因為我們死後並非徹底地消失，而是繼續會在六道中輪迴不息，無論你生在天道、阿修羅道、人間道、畜生道、餓鬼道還是地獄道，這些痛苦都總是存在的，只是程度不同罷了。佛教還認為，世間的萬物都是變化不定的，沒有永恆，這叫做無常。對眾生來說，因為於無常敗壞法起貪著，則將造成身心的熾燃大苦，因此說無常故苦。集諦是講苦產生的原因。佛教認為世上沒有無因之果，也沒有無果之因。有情眾生之所以會受苦，在於因無明而於六根觸受起愛執，而導致後有生死的純大苦聚集。佛教認為只要是在六道中輪迴，就無法避免會受苦。有情眾生要想從苦中真正的、徹底的解脫出來，只有脫離輪迴這一個辦法。道諦為了脫離輪迴，必須進行修行。佛陀給出的方法主要為戒、定、慧三學。依八正道，便可以達到涅槃，永遠從輪迴中解脫出來，证得阿罗汉。
西漢末年，佛教開始從中國的邊疆傳入內地。佛教一開始進入中國，就和中國傳統文化充滿著矛盾。不少文人排斥外來文化，還出現過北魏太武帝和北周武帝的兩次大規模滅佛事件。但經過東漢魏晉二百多年的磨合，佛教與中國的本土文化從對抗走向適應，並相互影響。南北朝時期，佛教從南到北，從東到西，跨地區，跨國界的廣泛傳播開來。在吸收中國傳統文化的條件下，形成了獨具特色的中國佛教。中國佛教和儒家、道家一樣，成為中國傳統文化的重要支撐，對中國社會各個方面都產生很深的影響。中國佛教發展到隋唐，進入鼎盛時期。

## 近代及当代
在清末洋務運動，以及1894年甲午戰爭之後，首先由孫中山為首的革命派興起，將西方的自由主義、天賦人權、權力分立...等西方自由主義、民主主義的思潮引進，使得儒家思想及傳統哲學，開始衰退，變為非當代中國哲學主流。20世紀以來的中國哲學，由首先得勢的是西方的自由民主主義思想，以孫中山、胡適、蔡元培，其次是馬列主義思想，以陳獨秀、李大钊、毛澤東為代表，最後是新儒家思想与傳統的回歸。
1919年的五四運動，象徵傳統思想體系走向窮途末路。新文化運動提出「德先生」（民主）和「賽先生」（科學）的口號。西化派的領袖胡適接受了「打倒孔家店」的口號，和陳序經「全盤西化」的主張，視傳統與現代為對立的兩極，傳統是現代化的絆腳石，想用西方民主和科學代替傳統思想。他大力提倡杜威的實驗主義，繼承杜威主張點點滴滴的進步那種改良主義，但杜威重視外在條件的程序性，而胡適則提倡「大膽假設，小心求証」，把重點轉移到心理方面。胡適的改良主義無法解決當時中國內憂外患的問題，取而代之的是越來越激進的思想，馬列主義隨即成為時代思潮的主流，西化派被批評為替帝國主義搖旗吶喊的落伍思想。
毛澤東原是改良派，後來才越來越激進成為革命派。他曾受《新潮》和胡適的影響，一度主張性解放。在內憂外患的威脅下，西方的自由主義和個人主義根本無法發展，有理想的青年人傾向集體主義。毛澤東否定傳統，選擇馬列主義，以「階級鬥爭」為綱，開創了農民革命的新理論。毛澤東也資取於傳統，但他所取的不是儒家仁愛中庸的大傳統，而是農民起義的小傳統，文革破四舊、批林批孔，目的正是要徹底摧毀被譴責為「封建」的大傳統。毛澤東否定仁愛中庸等原則，與儒家精神無關，卻和漢代以來政治化的儒家，特別是明清專制下的權威主義有一定關連。文革以後，中共領導人喜歡談儒家，但主導思想仍是馬列毛思想，儒家思想至多佔支援地位。
儒家傳統仍有活力，當代新儒家標明回歸傳統，主張通過對傳統的重新闡釋和改造，吸納西方現代的成就，重新恢復傳統的活力以振興中華，並貢獻於世界。梁漱溟首先挺身而出，他終極嚮往是佛家，但為了生存，中國必先吸納以前進為導向的西方成就，然後回歸兼顧前進與後退雙向的中國文化，最後才皈依以後退為導向的佛家境界。熊十力則吸納了印度哲學，歸宗《易經》，創造《新唯識論》作為新儒家的始祖。弟子唐君毅、牟宗三、徐復觀，史家錢穆、政治家張君勵都堅決反共，認為共產黨徹底破壞傳統是錯誤的。唐君毅、牟宗三對西方哲學都有深入理解，唐君毅撰寫《哲學概論》，遍及流行的西方哲學潮流，而歸宗於黑格爾的絕對唯心論，致力於融合中西哲學。牟宗三則精研邏輯，承繼康德的批判哲學，反顯出中土三教肯定了他「智的直覺」的體証。他們要維護傳統道統的心性之學，並要以「曲通」方式開拓「學統」與「政統」，以吸納西方的民主與科學。
新儒家認為，儒家「天道性命相貫通」的思想萬古常新，生生不已的天道，内在於人而成為超越心性的根源，透過内在的體認與恭行實踐實現在個體生命之中，再通過推己及人，將理想實現在群體生活之内。但中國傳統向来不重視抽象的思辨，新儒家卻通過對康德、黑格爾的吸納，而擴大了視野，並體認到自己傳統的限制；「内聖外王」的方式，並不能實現仁政的理想，反而產生了專制暴政，缺少抽象的架構思維使科學發展也大受局限。故新儒家沒有排斥民主與科学的理想，但在人生意義的追求方面，仍然堅持傳統原則，强调人人與生俱來超越的心性根源。

## 比较哲学

### 比较西方哲學
自19世纪引入中国哲学学术研究以来， 胡适、冯友兰等人在西方文化的影响下，引起了对中国哲学的日益关注，同时激发了中国哲学领域的创立和有关争论。这些争论的核心焦点包括：传统中国思想中是否存在“哲学”这一学科；该学科所涉及的主题和问题是否存在于中国思想中；以及现在已确立的中国哲学学科是否真正可以被认为是中国的。这些争论引发了关于哲学及其学科性质的更广泛讨论。
根据中国著名哲学家冯友兰教授《中国哲学简史》的相关内容,中西方传统的哲学的主要差别有:
- 中国哲学更加注重哲学与道德、政治的关联,西方哲学则注重抽象理论体系。 中国哲学追求德性的自我完善和对社会秩序的维护,西方哲学追求客观自然规律和统一的理论体系。
- 中国哲学更加实用主义,西方哲学更加理性主义。中国哲学强调实践应用和关怀人生,西方哲学强调逻辑分析和理性证成。中国哲学缺乏严格的逻辑推理,西方哲学强调逻辑归纳演绎。與西方哲學比較，兩者皆有實踐哲學（英语：Practical philosophy），但唯獨西方哲學有形式邏輯。
- 哲学的方法与风格方面, 传统的中国哲学采用隐喻、类比、寓言和故事来传达他们的思想和洞见。他们不强调严格的定义、形式化的论证或系统性的理论，而是注重直观的智慧、实用的指导和道德修养。西方哲学则运用概念、命题、证明和系统来表达他们的思想和论点。他们不依赖诗意的表达、比喻性的语言或个人轶事，而是依赖逻辑分析、经验证据和科学方法。

邓晓芒教授认为, 中西哲学的差别主要源于中西方不同的文化传统和发展脉络，一个民族的思维模式是决定这个民族的生活方式的最重要的文化因素。 

### 比较印度哲學
中國哲學和印度哲學相比，總的來說，中國哲學更關注人，而印度哲學更關注物。以唯物主義哲學而言，傳統上，印度唯物主義哲學首先建立在對崇拜神的宗教的徹底批判的基礎上，認為宗教的存在是尋求物質真理的障礙；相對而言，中國唯物主義哲學家大多認為宗教未必妨礙人的修身，因此只有少數的學者如王充、范縝等對崇拜神的宗教作激烈的批判。

## 中西哲學定義之爭
哲学家们对哲学本身的定义存在分歧。没有共同的共识，这归因于哲学本身的性质是一个开放的哲学问题。许多伟大的哲学家，如柏拉图、黑格尔等，对问题“什么是哲学？”提出了答案，但这些答案在今天不太可能被广泛接受。
古代中國并没有“哲学”一词。前人的著作通常混合了文学、历史和哲学的元素，没有明确的分科划分，因此存在中西哲学定义是否相同的辩论。
漢語裡的「哲學」一詞出自日本學者西周（1829—1897年）在其《百一新論》（1874）中對「philosophy」的翻譯，直到1902年中國人才在《新民叢報》的一篇文章里將「哲學」一詞以回溯的方式應用於中國思想。1950年代起，中國的學術研究受前蘇聯影響甚深，對思想史的研究，都套用「哲學」一詞。关于中国哲学與西方哲學比較，见中国哲学#比较西方哲學。

## 延伸阅读
- 《中国哲学简史》，《中国哲学史》，冯友兰
- 《中国哲学导论》，赖蕴慧，世界图书出版公司北京公司，2012
- 《论道者:中国古代哲学论辩》，葛瑞汉（英语：Angus Charles Graham），中国社会科学出版社，2003
- 《古代中国的思想世界》，本杰明·史华兹，江苏人民出版社，2008
- 《中国思想之渊源》，牟复礼，北京大学出版社，2009
- 《中国古代哲学史》（全二册），复旦大学哲学系中国哲学教研室编，上海古籍出版社，2006